# 11 juin en sport
11 mai 11 juillet
Chronologies thématiques
- Croisades
- Ferroviaires
- Disney

Le 11 juin (162e jour de l'année ou 163e en cas d'année bissextile) en sport.

## Événements

### XIXesiècle
- 1842 :
  - (Aviron) : Oxford remporte The Boat Race.
- 1889 :
  - (Tennis /Grand Chelem) : début de la 3e édition féminine de l'US open dont la finale aura lieu le 15 juin 1889.
- 1895 :
  - (Sport automobile) : première édition de la course automobile Paris-Bordeaux-Paris.
- 1896 :
  - (Cricket) : début de la tournée anglaise de l’équipe de cricket d'Australie. Les Aussies disputent 5 matches jusqu'à la mi-aout dont 3 test-matches contre l’Angleterre (1 victoire australienne et 2 victoires anglaises).

### XXesièclede1901à1950
- 1911 :
  - (Football) :
    - les Young Boys de Berne remportent le Championnat de Suisse.
    - le CA Paris est champion de France LFA en remportant le Trophée de France face à l'Étoile des Deux Lacs (1-0).
    - Reforma AC champion de football du Mexique.
    - modification majeure du règlement concernant les gardiens de but. Ces derniers ne pourront désormais faire usage de leurs mains seulement dans leur surface de réparation.
- 1933 :
  - (Football) : le Fortuna Düsseldorf est champion d’Allemagne.
  - (Sport automobile) : Grand Prix automobile de France.

### XXesièclede1951à2000
- 1955 :
  - (Sport automobile) : départ de la vingt-troisième édition des 24 Heures du Mans qui sera marquée par un terrible accident qui endeuilla l'épreuve, après un peu plus de trois heures de course. La Mercedes n° 20 de Pierre Levegh et John Fitch, pilotée à ce moment-là par Levegh décolle et s'écrase sur le talus séparant la piste des tribunes. En retombant, la voiture explose littéralement, tuant sur le coup son infortuné pilote, et expédiant des débris dans les tribunes, qui provoquent la mort de plus de 80 personnes.
- 1961 :
  - (Sport automobile) : victoire d'Olivier Gendebien et Phil Hill aux 24 Heures du Mans.
- 1967 :
  - (Sport automobile) : victoire de Dan Gurney et A. J. Foyt aux 24 Heures du Mans.
- 1972 :
  - (Sport automobile) : victoire de Henri Pescarolo et Graham Hill aux 24 Heures du Mans.
- 1977 :
  - (Sport automobile) : départ de la quarante-cinquième édition des 24 Heures du Mans.
- 1978 :
  - (Sport automobile) : victoire de Didier Pironi et Jean-Pierre Jaussaud aux 24 Heures du Mans.
- 1983 :
  - (Athlétisme) : Zhu Jianhua porte le record du monde du saut en hauteur à 2,37 mètres.
  - (Football) : Paris Saint-Germain remporte la 2e Coupe de France de son histoire en s'imposant 3-2 en finale face au FC Nantes.
- 1988 :
  - (Sport automobile) : départ de la cinquante-sixième édition des 24 Heures du Mans.
- 1990 :
  - (Cyclisme) : l’Italien Gianni Bugno remporte le Tour d’Italie cycliste devant Charly Mottet.
- 1995 :
  - (Formule 1) : Grand Prix automobile du Canada.

### XXIesiècle
- 2002 :
  - (Football) : l'équipe de France en perdant 2 à 0 contre le Danemark est éliminée dès le 1er tour de la Coupe du Monde 2002 de football.
- 2004 :
  - (Basket-ball) : Pau-Orthez est champion de France face à Gravelines (2 victoires à zéro).
- 2005 :
  - (Boxe anglaise) : Mike Tyson ne tient que six rounds devant l'Irlandais Kevin McBride. Tyson annonce sa retraite après cette défaite.
  - (Cyclisme) :
    - Critérium du Dauphiné libéré : le Colombien Santiago Botero remporte la sixième étape du Dauphiné. L'Espagnol Íñigo Landaluze conserve le maillot de leader du classement général. 
    - Tour de Suisse : l'Autrichien Bernhard Eisel remporte la première étape et s'empare du maillot de leader du classement général. 

  - (Football) :
    - premier tour du Championnat d'Europe féminin :
      - Angleterre - Suède 0-1 ;
      - Finlande - Danemark 2-1. La Suède et la Finlande qualifiées pour les demi-finales. 

    - matches qualificatifs pour la Coupe du monde 2006, Afrique : Tunisie - Guinée 2-0.
    - finale de la Coupe d'Espagne : le Real Betis gagne la Coupe d'Espagne en s'imposant 2-1 en finale face à Osasuna.

  - (Rugby à XV) : Biarritz olympique remporte le titre de champion de France du Top 16 de rugby.
  - (Football américain) : NFL Europe : les Amsterdam Admirals remportent le World Bowl XIII face aux Berlin Thunders, 27-21.
- 2006 :
  - (Athlétisme) : lors du meeting de Gateshead, le co-recordman du monde du 100 mètres Asafa Powell a montré qu'il est bien le rival numéro un de Justin Gatlin en égalant à nouveau le record du monde de 9 s 77.
  - (Basket-ball) : NBA : lors du deuxième match de la série à Dallas, les Dallas Mavericks battent le Miami Heat par 99 à 85. Dallas mène désormais la série par 2 à 0 avant de rendre à Miami pour les matchs suivants.
  - (Cyclisme sur route) : Critérium du Dauphiné libéré 2006 : victoire finale de l'américain Levi Leipheimer devant le français Christophe Moreau. Leipheimer sera par la suite déclassé.
  - (Formule 1) : Fernando Alonso remporte le Grand Prix automobile de Grande-Bretagne.
  - (Golf) : LPGA Championship : la coréenne Se Ri Pak remporte son second Grand Chelem de l'année et son cinquième titre majeur. Elle devance en play-off l'australienne Karrie Webb.
  - (Tennis) : Rafael Nadal remporte pour la deuxième fois consécutive les Internationaux de France de tennis, face au n° 1 mondial, le Suisse Roger Federer.
  - (Voile) : Olivier de Kersauson, skipper de Geronimo, établit avec 13 jours 22 h 38 min 28 s le nouveau record de la traversée du Pacifique Nord entre Yokohama et San Francisco détenu auparavant par son compatriote Bruno Peyron.
- 2010 :
  - (Football) : match d'ouverture de la Coupe du monde en Afrique du Sud opposant l'Afrique du Sud au Mexique, match nul 1-1.
- 2011 :
  - (Sport automobile) : départ de la soixante-dix-neuvième édition des 24 Heures du Mans.
- 2012 :
  - (Tennis) : en remportant les Internationaux de France de tennis 2012, Rafael Nadal devient le recordman de victoires au tournoi de Roland-Garros.
- 2015 :
  - (Basket-ball /Championnats d'Europe féminin) : début de la 35e édition du Championnat d'Europe de basket-ball féminin qui se déroule en Hongrie et en Roumanie jusqu'au 28 juin 2015.
  - (Escrime /Championnats d'Europe) : lors de la dernière journée des Championnats d'Europe, les fleurettistes italiennes s'imposent face aux Russes 45 touches à 44. Les Françaises terminent 3e. Les sabreurs allemands remportent la médaille d'or face aux italiens 45 touches à 44.
  - (Football /Copa América) : début de la 44e édition de la Copa América, le principal tournoi international de la CONMEBOL qui se déroule au Chili jusqu'au 4 juillet 2015.
- 2021 :
  - (Football /Euro masculin) : début de la 16e édition du Championnat d'Europe de football, qui était préalablement programmé du 12 juin au 12 juillet 2020, mais, en raison de la pandémie de Covid-19 qui sévit en Europe, l'UEFA décide de le reporter d'un an, la finale se déroulera à Londres, le 11 juillet 2021, son nom « UEFA Euro 2020 »  restant toutefois inchangé. Pour le soixantième anniversaire de la première édition du tournoi et pour la première fois de son histoire, il n'est pas organisé par un ou deux pays mais l'est aux quatre coins d'Europe, par les villes hôtes sélectionnées parmi 19 candidates le 19 septembre 2014, soit dans 11 villes de 11 pays.
  - (Judo /Mondiaux) : sur la 6e journée des championnats du monde de judo, chez les femmes en -78kg, victoire de l'Allemande Anna-Maria Wagner et chez les hommes en -100kg, victoire du Portugais Jorge Fonseca.
  - (Tennis /Grand Chelem) : demi-finale entre Novak Djokovic et Rafael Nadal, 58e choc entre les deux hommes, c'est la première fois que Nadal s'incline en demi-finales à Roland-Garros[1]. Il visait autant un quatorzième sacre Porte d'Auteuil qu'un 21e titre du Grand Chelem.
- 2023 :
  - (Compétition automobile /Endurance) : de retour dans la catégorie reine pour la première fois depuis 50 ans, Ferrari s'offre l'édition du centenaire dans la catégorie Hypercar avec Antonio Giovinazzi, Alessandro Pier Guidi et James Calado[2].
  - (Tennis /Grand Chelem) : Majestueux, à Roland-Garros, Novak Djokovic domine Casper Ruud 7-6 [1], 6-3, 7-5 et devient le seul homme avec 23 titres en Grand Chelem[3].

## Naissances

### XIXesiècle
- 1865 :
  - John William Madden, footballeur puis entraîneur écossais. (2 sélections en équipe nationale). Sélectionneur de l'équipe de Bohême et Moravie en 1911 et de l'équipe de Tchécoslovaquie en 1920. († 17 avril 1948).
- 1867 :
  - René Hanriot, pilote de course automobile français. († 6 novembre 1925).
- 1869 :
  - Arthur-Augustus Zimmerman, cycliste sur piste américain. Champion du monde de cyclisme sur piste de la vitesse et du 10 km 1893. († 22 octobre 1936).
- 1885 :
  - Jack Marks, hockeyeur sur glace canadien. († 20 août 1945).
- 1889 :
  - Hugo Wieslander, athlète d'épreuves combinées suédois. Champion olympique du décathlon aux Jeux de Stockholm 1912. († 24 mai 1976).
- 1895 :
  - Frank Fredrickson, hockeyeur sur glace canadien. Champion olympique aux Jeux d'Anvers 1920. († 28 mai 1979).

### XXesièclede1901à1950
- 1913 :
  - Vince Lombardi, joueur puis entraîneur de foot U.S. américain. († 3 septembre 1970).
- 1928 :
  - Herbert Linge, pilote de course automobile d'endurance allemand.
- 1939 :
  - Jackie Stewart, pilote de F1 britannique. Champion du monde de Formule 1 1969, 1971 et 1973. (27 victoires en Grand Prix).
- 1943 :
  - Coutinho, footballeur brésilien. Champion du monde de football 1962. Vainqueur des Copa Libertadores 1962 et 1963. († 11 mars 2019).
- 1947 :
  - Bob Evans, pilote de F1 et d'endurance britannique.
- 1948 :
  - Dave Cash, joueur de baseball américain.
- 1949 :
  - Tom Pryce, pilote de F1 britannique. († 5 mars 1977).
- 1950 :
  - Palhinha, footballeur puis entraîneur brésilien. Vainqueur de la Copa Libertadores 1976. (16 sélections en équipe nationale). († 17 juillet 2023).

### XXesièclede1951à2000
- 1952 :
  - Yekaterina Podkopayeva, athlète de demi-fond soviétique puis russe.
- 1956 :
  - Joe Montana, joueur de foot U.S. américain.
- 1957 :
  - Lyubov Gurina, athlète de demi-fond soviétique puis russe. Championne d'Europe d'athlétisme du 800 m 1994.
- 1958 :
  - Andrew Gilbert-Scott, pilote de courses automobile d'endurance britannique.
- 1962 :
  - Erika Salumäe, cycliste sur piste soviétique puis estonienne. Championne olympique de la vitesse individuelle aux Jeux de Séoul 1988 puis aux Jeux de Barcelone 1992. Championne du monde de cyclisme sur piste de la vitesse individuelle 1987 et 1989.
  - Gaetan Duchesne, hockeyeur sur glace canadien. († 16 avril 2007).
- 1963 :
  - Sandra Schmirler, curleuse canadienne. Championne olympique aux Jeux de Nagano 1998. Championne du monde de curling 1993, 1994 et 1997. († 2 mars 2000).
- 1964 :
  - Jean Alesi, pilote de F1 français. (1 victoire en Grand Prix).
  - Kim Gallagher, athlète de demi-fond américaine. Médaillée d'argent du 800m aux Jeux de Los Angeles 1984 et de bronze aux Jeux de Séoul 1988. († 18 novembre 2002).
- 1965 :
  - Geórgios Bartzókas, basketteur puis entraîneur grec. Vainqueur de l'Euroligue 2013.
- 1969 :
  - Bryan Fogarty, hockeyeur sur glace canadien. († 6 mars 2002).
  - Kip Miller, hockeyeur sur glace américain.
- 1977 :
  - Geoff Ogilvy, golfeur australien. Vainqueur de l'US Open 2006.
- 1978 :
  - Bruce Jouanny, pilote de course automobile puis consultant français.
  - Kadiatou Kanouté, basketteuse malienne. Championne d'Afrique féminin de basket-ball 2007.
  - Julien Rodriguez, footballeur français.
- 1979 :
  - Kamel Chafni, footballeur franco-marocain. (11 sélections avec l'équipe du Maroc).
  - Steve Hanley, joueur de rugby à XV anglais. Vainqueur des Challenge européen 2002 et 2005. (1 sélection en équipe nationale).
- 1982 :
  - Vanessa Boslak, athlète de sauts à la perche française.
  - Benjamin Leuenberger, pilote de course automobile suisse.
- 1983 :
  - Richard Ducroz, curleur français.
  - Greg Holmes, joueur de rugby à XV australien. Vainqueur du The Rugby Championship 2015. (22 sélections en équipe nationale).
  - José Reyes, joueur de baseball dominicain.
- 1985 :
  - Walid Abbas, footballeur émirati. (44 sélections en équipe nationale).
- 1987 :
  - Marsel İlhan, joueur de tennis turc.
  - Anthony Weber, footballeur français.
- 1988 :
  - Horacio d'Almeida, volleyeur français. (26 sélections en équipe de France).
- 1989 :
  - Adam Christodoulou, pilote de courses automobile britannique.
  - Fagner, footballeur brésilien. Vainqueur de la Copa América 2019. (9 sélections en équipe nationale).
  - Maya Moore, basketteuse américaine. Championne olympique aux Jeux de Londres 2012 et aux Jeux de Rio 2016. Championne du monde de basket-ball féminin 2010 et 2014.
  - Donata Vištartaitė , rameuse lituanienne. Médaillée de bronze en deux de couple aux Jeux de Rio 2016. Championne du monde d'aviron en deux de couple 2013. Championne d'Europe d'aviron du skiff 2012 et du deux de couple 2013.
- 1990 :
  - Matthieu Androdias, rameur français. Champion olympique du deux de couple aux Jeux de Tokyo 2020. Champion du monde d'aviron du deux de couple 2018 et 2022. Champion d'Europe d'aviron du deux de couple 2018 et 2021.
  - Christophe Lemaitre, athlète de sprint français. Médaillé de bronze du relais 4 × 100 m aux Jeux de Londres 2012 puis du 200m aux Jeux de Rio 2016. Médaillé d'argent du relais 4 × 100 m et de bronze du 200 m aux Mondiaux d'athlétisme 2011. Champion d'Europe d'athlétisme du 100 m, 200 m et du relais 4 × 100 m 2010, champion d'Europe d'athlétisme du 100 m et médaillé de bronze du relais 4 × 100 m 2012, médaillé d'argent du 100 et 200 m et de bronze du relais du relais 4 × 100 m aux CE d'athlétisme 2014.
  - Maxime Moisand, hockeyeur sur glace français.
- 1991 :
  - Junshirō Kobayashi, sauteur à ski japonais.
- 1992 :
  - Julian Alaphilippe, cycliste sur route et cyclocrossman français champion du monde de Cyclisme sur route en 2020 et 2021. Vainqueur des Flèches wallonne 2018, 2019 et 2021 puis de Milan-San Remo 2019.
- 1993 :
  - Samisoni Langi, joueur de rugby à XIII australien, tongien puis français. (7 sélections avec l'équipe des Tonga puis 3 avec l'équipe de France).
- 1994 :
  - Isaiah Taylor, basketteur américain.
- 1995 :
  - Ashley Lawrence, footballeuse canadienne. (113 sélections en équipe nationale).
  - Davon Reed, basketteur américain.
  - Yasuto Wakizaka, footballeur japonais.
- 1999 :
  - Marko Divković, footballeur croate.
  - Lucie Granier, handballeuse française.  (24 sélections en équipe de France).
  - Kai Havertz, footballeur allemand. Vainqueur de la Ligue des champions 2021. (35 sélections en équipe nationale).

### XXIesiècle
- 2001
  - Sharife Cooper, basketteur américain.

## Décès

### XXesièclede1951à2000
- 1958 :
  - Gaston Barreau, 74 ans, footballeur puis entraîneur français. (12 sélections en équipe de France). Sélectionneur de l'équipe de France de 1936 à 1945. (° 7 décembre 1883).
- 1966 :
  - Jimmy Davies 36 ans, pilote de courses automobile américain. (° 18 août 1929).
- 1971 :
  - Jules Dewaquez, 72 ans, footballeur puis entraîneur français. (41 sélections en équipe de France). (° 12 mars 1899).
- 1972 :
  - Joakim Bonnier, 42 ans, pilote de F1 et d'endurance suédois. (1 victoire en Grand Prix). (° 31 janvier 1930).
- 1979 :
  - George Eyston, 81 ans, pilote de courses automobile britannique. (° 28 juin 1897).
  - Loren Murchison, 80 ans, athlète de sprint américain. Champion olympique du relais 4 × 100 m aux Jeux d'Anvers 1920 et aux Jeux de Paris 1924. (° 17 décembre 1898).
- 1990 :
  - Oldrich Nejedly, 80 ans, footballeur tchécoslovaque. (44 sélections en équipe nationale). (° 26 décembre 1909).

### XXIesiècle
- 2004 :
  - Michel Roche, 64 ans, cavalier de saut d'obstacles français. Champion olympique par équipes aux Jeux de Montréal 1976. (° 8 septembre 1939).
- 2005 :
  - José Beyaert, 79 ans, cycliste sur route français. Champion olympique de la course en ligne et médaillé de bronze de la course sur route par équipes aux Jeux de Londres 1948. Vainqueur du Tour de Colombie 1952. (° 1er octobre 1925).
- 2006 :
  - Neroli Fairhall, 61 ans, archère handisport néo-zélandaise. Championne paralympique en double FITA rond aux Jeux de Arnhem 1980. (° 26 août 1944).
  - Suzanne Morrow, 75 ans, patineuse artistique canadienne. (° 14 décembre 1930).
- 2008 :
  - Ove Andersson, 70 ans, pilote automobile suédois. (1 victoire en Rallye). (° 3 janvier 1938).
  - Adam Ledwoń, 34 ans, footballeur polonais. (18 sélections en équipe nationale). (° 15 janvier 1974).
- 2011 :
  - Christian Collardot, 77 ans, athlète de sauts en longueur français. (° 5 juillet 1933).
  - Kurt Nielsen, 80 ans, joueur de tennis danois. (° 19 novembre 1930).
- 2012 :
  - Teofilo Stevenson, 60 ans, boxeur cubain. Champion olympique des +81 kg aux Jeux de Munich 1972, aux Jeux de Montréal 1976 puis aux Jeux de Moscou 1980. Champion du monde de boxe amateur des +81 kg 1974, 1978 puis 1986. (° 29 mars 1952).